# メルローズ (マサチューセッツ州)
メルローズ（英: Melrose）は、アメリカ合衆国マサチューセッツ州のミドルセックス郡にある都市。人口は2万9817人（2020年）。ボストンの北11キロメートルに位置している。州間高速道路93号線、ルート128、アメリカ国道1号線が作る三角形の中心にある。
メルローズの地域は1628年に初めて探検され、かつてはチャールズタウンの一部であり、その後はモールデンに属していた。1850年に町となり、1900年に市になった。

## 歴史

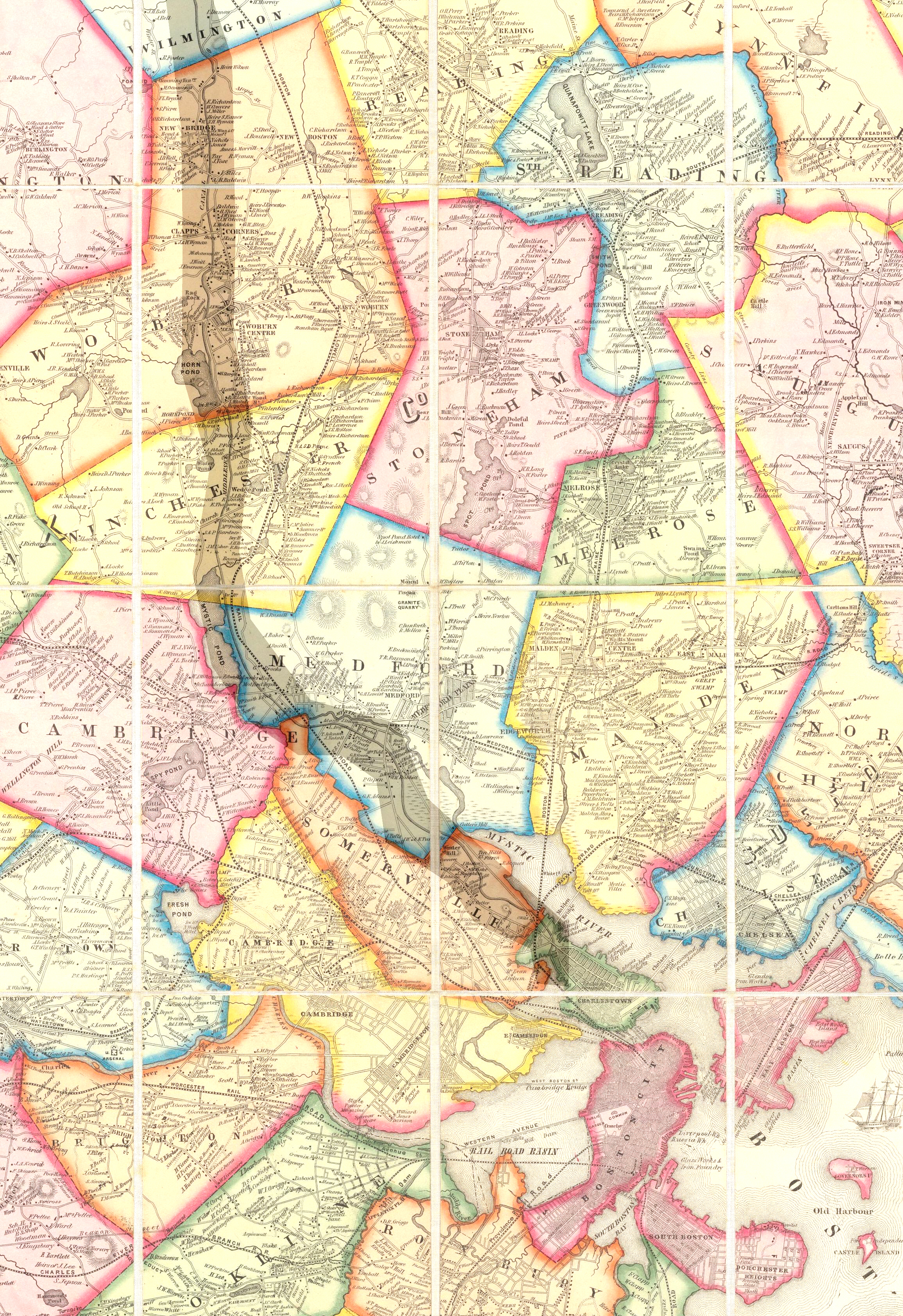
1852年のボストン周辺図、メルローズと鉄道線を示す

メルローズは当初池が多かったことから「ポンド・フィールド」と呼ばれたり、ミスティック川北のバレーにあったことから「ミスティック・サイド」と呼ばれたりしていた。1628年、リチャード・スプラーグとラルフ・スプラーグが初めて探検し、1633年にチャールズタウンの一部となった。このときは町を取り囲む大半の地域にわたる広大な土地が含まれていた。1649年、チャールズタウンのモールデンと呼ばれた地区が別の町として法人化された。この新しいモールデン町には現在のメルローズの大半（当時はノースモールデンと呼ばれた）が入っていた。ノースモールデンは暫く人口の少ない農業社会のままだった。
1845年、ボストン・アンド・メイン鉄道が、ワイオミングヒル、メルローズ/シーダーパーク、メルローズハイランズの3か所に駅を建設した。田舎の雰囲気を探していたボストンの労働者がこの地域に移って来るようになり、職場までの通勤を始めた。ノースモールデンの人口が成長を始め、1850年にはモールデンから分離してメルローズ町として法人化された。1853年、隣接するストーナム町からメルローズハイランズの地区を併合し、市域が現在のものになった。
メルローズの人口は19世紀の後半を通じて増え続けた。次第に農地が小さな区画に分割され、住宅や事業用に利用された。消防署と町の教育学区が設立され、町役場が1873年に建設された。1899年メルローズは州内33番目の市として法人化された。1900年1月1日、リーバイ・S・グールドが初代市長となった。
メルローズの人口は1970年の33,180人が頂点となり、その後は現在まで緩り減り続けている。1982年4月1日、メルローズ中心街がアメリカ合衆国国家歴史登録財に指定された。公共図書館も1988年に歴史登録財に登録された。

### 市名の由来
メルローズという名前はスコットランドのメルローズという自治都市の名前から採られた。スコットランドの丘陵性の地形にこの町が似ていたことから採用された。この名前はスコットランド生まれで、ノースモールデンに長く住んだウィリアム・ボーグルが提案し、推進した。

## 地理
メルローズ市は北緯42度27分33秒 西経71度3分44秒 / 北緯42.45917度 西経71.06222度 (42.459045, -71.062339)に位置している。
アメリカ合衆国国勢調査局に拠れば、市域全面積は4.8平方マイル (12 km2)であり、このうち陸地4.7平方マイル (12 km2)、水域は0.1平方マイル (0.26 km2)で水域率は1.26%である。市内最大の水域は市の中心に近くあるエル池であり、他に市の東側、マウントフッド・ゴルフクラブ近くにスウェインズ池とタウナーズ池がある。
メルローズ市はボストン市からは北に約7マイル (11 km) にある。モールデン市、ソーガス町、ストーナム町、ウェイクフィールド町の4市町に接している。目立つ地形としては、エル池、スウェインズ池、スウォール林、フッド山、ボストンロック、パインバンクス公園、およびミドルセックス・フェルズ保護地の東側がある。
児童文学作家のエリザベス・ジョージ・スピアがメルローズで生まれ、その生まれ故郷の町について「メルローズは成長するには理想的な場所であり、野原や森が近く、私たちはハイキングやピクニックを行い、ボストンにも近くて、度々家族でお芝居やコンサートに出かけた」と記していた。

## 市政府
2014年時点で、ロバート・J・ドーラン（民主党）が2002年以来市長を務めている。マサチューセッツ州下院議員、上院議員（2人）の全てを民主党が占めている。アメリカ合衆国下院議員はマサチューセッツ州第5選挙区にあり、これも民主党員を送り出している。2014年時点でマサチューセッツ州選出アメリカ合衆国上院議員は二人とも民主党員である。
メルローズ市の立法府は11人の委員による市政委員会である。4人が市全体を選挙区に選ばれ、7人は7つの小選挙区からそれぞれ1人が選ばれる。2007年時点で市長は任期4年であり、教育委員会の委員も務めることになっている。市政委員は任期2年間である。市の選挙は偶数年毎に行われている。
| 民主党   | 6,801  | 35.84% |
| 共和党   | 2,263  | 11.93% |
| 無党派   | 9,816  | 51.73% |
| 少数政党 | 86     | 0.41%  |
| 合計     | 18,976 | 100%   |

## 人口動態
以下は2010年国勢調査による人口統計データである。
| 基礎データ - 人口: 26,983 人 - 世帯数: 11,213 世帯 - 家族数: 7,076 家族 - 人口密度: 2,233.8人/km2（5,779.8 人/mi2） - 住居数: 11,751 軒 - 住居密度: 926.0軒/km2（2,395.9 軒/mi2） 人種別人口構成 - 白人: 91.1% - アフリカン・アメリカン: 2.4% - ネイティブ・アメリカン: 0.1% - アジア人: 3.8% - その他の人種: 0.9% - 混血: 7.7% - ヒスパニック・ラテン系: 2.5% 年齢別人口構成 - 20歳未満: 23.5% - 20-24歳: 4.0% - 25-44歳: 27.4% - 45-64歳: 29.2% - 65歳以上: 15.9% - 年齢の中央値: 42歳 - 性比（女性100人あたり男性の人口） - 総人口: 88.8 - 18歳以上: 85.4 | 世帯と家族（対世帯数） - 18歳未満の子供がいる: 28.4% - 結婚・同居している夫婦: 51.4% - 未婚・離婚・死別女性が世帯主: 9.1% - 非家族世帯: 36.9% - 単身世帯: 31.3% - 65歳以上の老人1人暮らし: 13.5% - 平均構成人数 - 世帯: 2.38人 - 家族: 3.05人 収入と家計 - 収入の中央値 - 世帯: 62,811米ドル - 家族: 78,144米ドル - 性別 - 男性: 50,644米ドル - 女性: 39,517米ドル - 人口1人あたり収入: 30,347米ドル - 貧困線以下 - 対人口: 3.3% - 対家族数: 1.6% - 18歳未満: 2.7% - 65歳以上: 7.1% |

## 教育

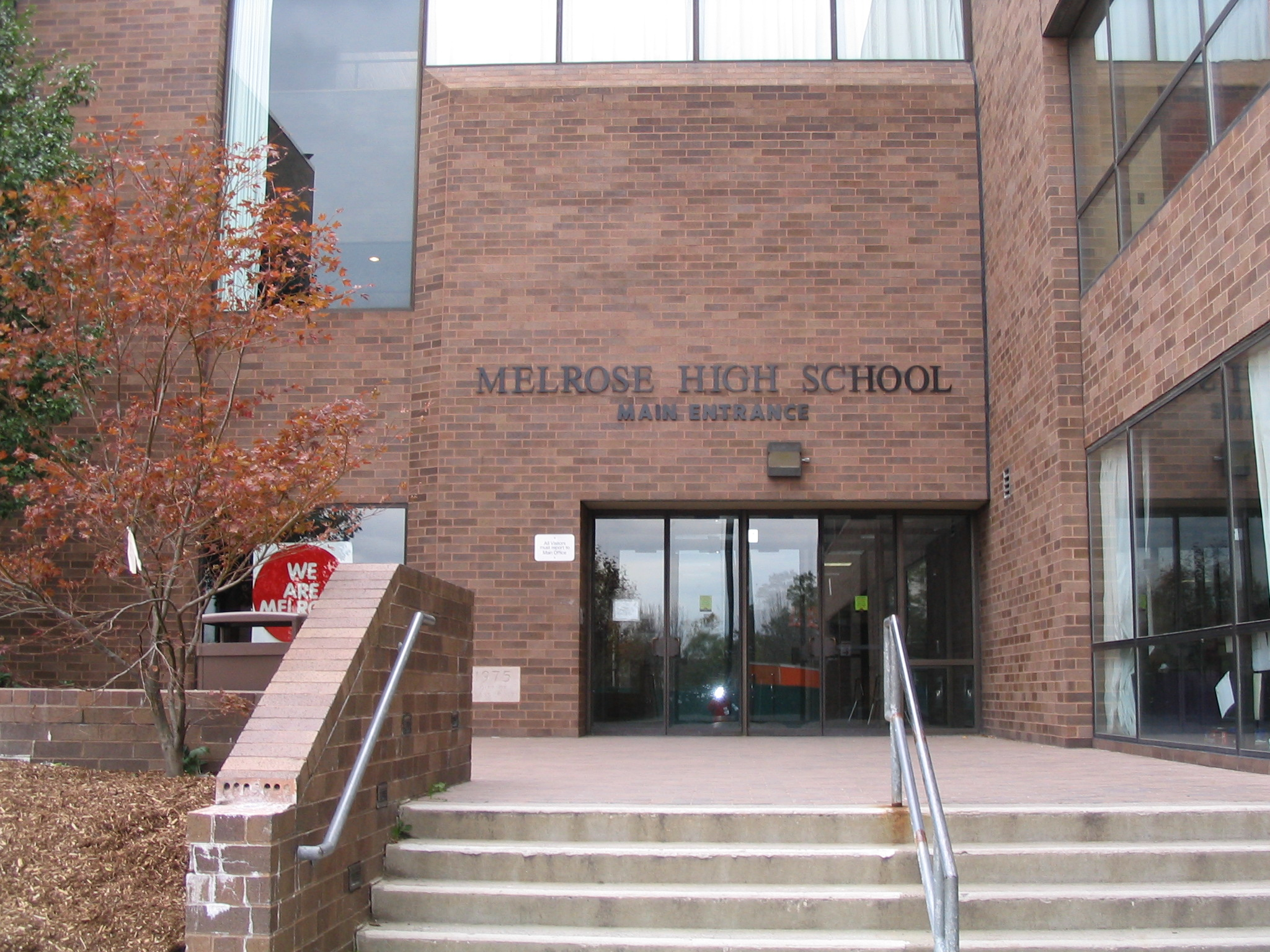
メルローズ高校玄関

メルローズ教育学区は、フランクリン早期子供センター、小学校5校、メルローズ退役兵記念中学校、メルローズ高校を運営している。市内にはカトリック教会が運営する私立セントメアリーズ小学校もある。ウィンスロップ学校は平均的な大きさの学校であり、一学年3学級である。リンカーン学校が生徒数最大の小学校であり、フーバー学校が2番目に少なく、ホレース・マン学校が最小で、年間約270人を教えている。フランクリン早期子供センターは、就学前の子供を受け入れ、3歳から5歳まで約240人に異年齢混合のプログラムを行っている。メルローズ退役兵記念中学校は、11歳から14歳の生徒数約1,000人を受け入れており、2002年にはマサチューセッツ州教育部コンパス学校賞、2007年にはマサチューセッツ州技術協力機構の緑の学校賞（太陽エネルギーの利用について）、さらに2008年ニューヨーク中学校連盟のスポットライト学校賞を受賞した。

## 医療
市内には多くの医療機関がある。メルローズ・ウェイクフィールド病院は、234床非営利病院であり、世界で初めての人工内耳やレーザー外科手術を行い、同日手術を行えることでは国内最初期の病院でもある。この病院に加えて、多くの小児科医、特殊技術者、歯科医、皮膚科医もいる。またミラノ・シニアセンターは高齢者に社会、レクリエーション、健康、教育プログラムを提供している。

## 交通
メルローズ市はボストン市からは北に約11キロメートルにある。市内を通る唯一の高規格道路はマサチューセッツ州道99号線の短区間のみだが、ソーガスを通るアメリカ国道1号線、ストーナムを通る州間高速道路93号線、ウェイクフィールドを通るルート128へのアクセスが便利である。大量輸送機関としてはマサチューセッツ湾交通局を利用できる。バス路線が5系統ある。通勤線の駅はワイオミングヒル、メルローズ/シーダーパーク、メルローズハイランズの3つがある。オレンジラインの北端であるオークグローブ駅がモールデン市との市境にある。オークグローブ駅は駐車スペース788台分のあるパークアンドライド型駅である。

## メディア

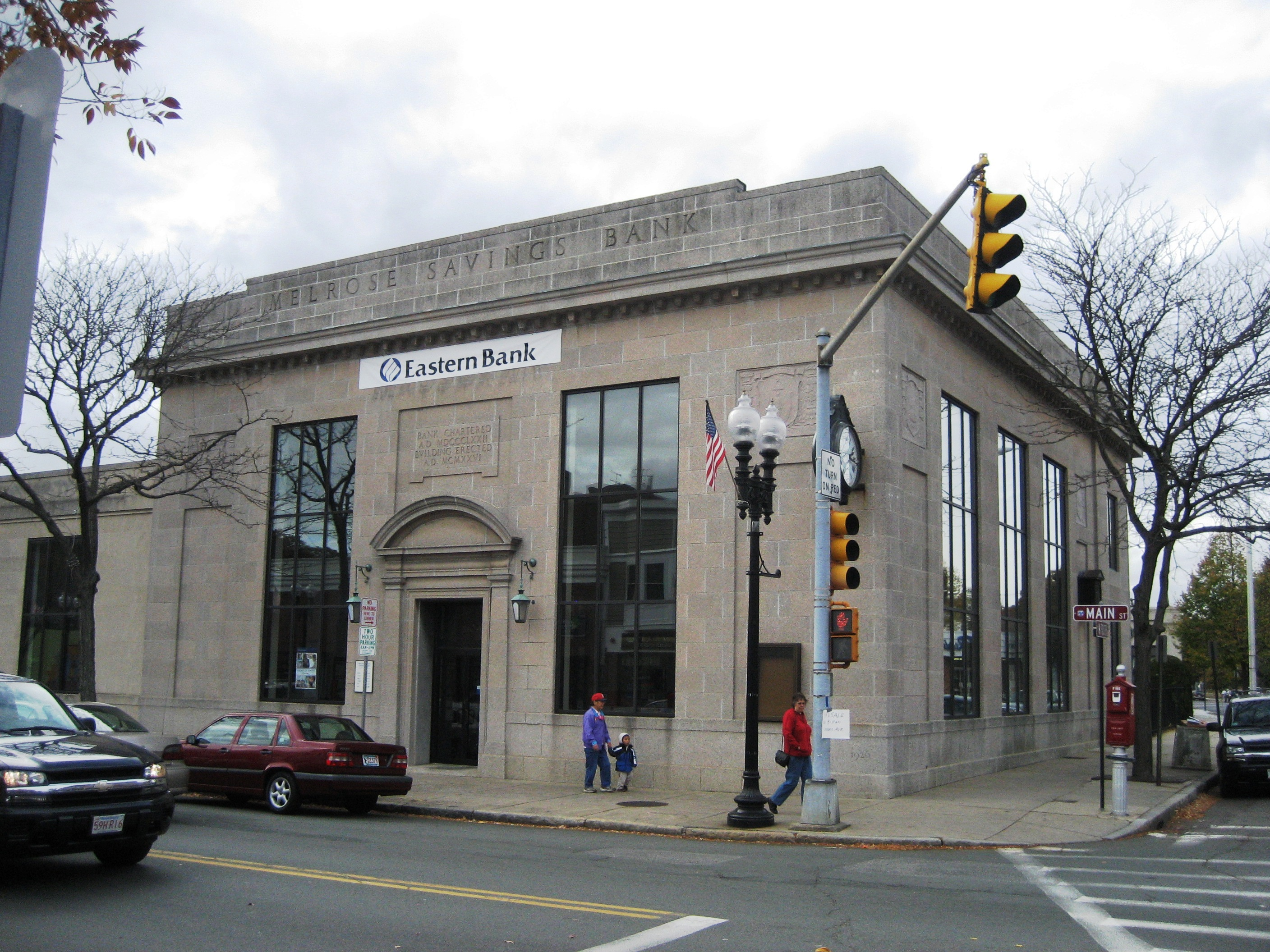
旧マスバンク・ビル、2010年の映画『ザ・タウン』で銀行のシーンが撮影された

市内では週刊紙2紙が発行されている。すなわち「メルローズ・フリープレス」と「メルローズ・ウィークリー・ニューズ」である。AOLが運営する日刊のオンライン新聞「メルローズ・パッチ」もある。メルローズ・マサチューセッツ・テレビジョンは、公共アクセスのケーブルテレビ局であり、政府アクセスと住民制作の番組を放送している。
デヴァル・パトリック州知事の税主体プログラムが始まり、メルローズは映画撮影に人気ある場所になって来た。2009年秋、ベン・アフレック監督の映画『ザ・タウン』では、重要なシーンが中心街メインストリートの歴史ある銀行で撮影され、同じ頃にキャメロン・ディアスとトム・クルーズ主演の映画『ナイト&デイ』はフェルズウェイで撮影された。同月、公共放送サービス進化論裁判に関するドキュメンタリー映画もメルローズ市役所アルダマニック室で撮影された。

## 地区

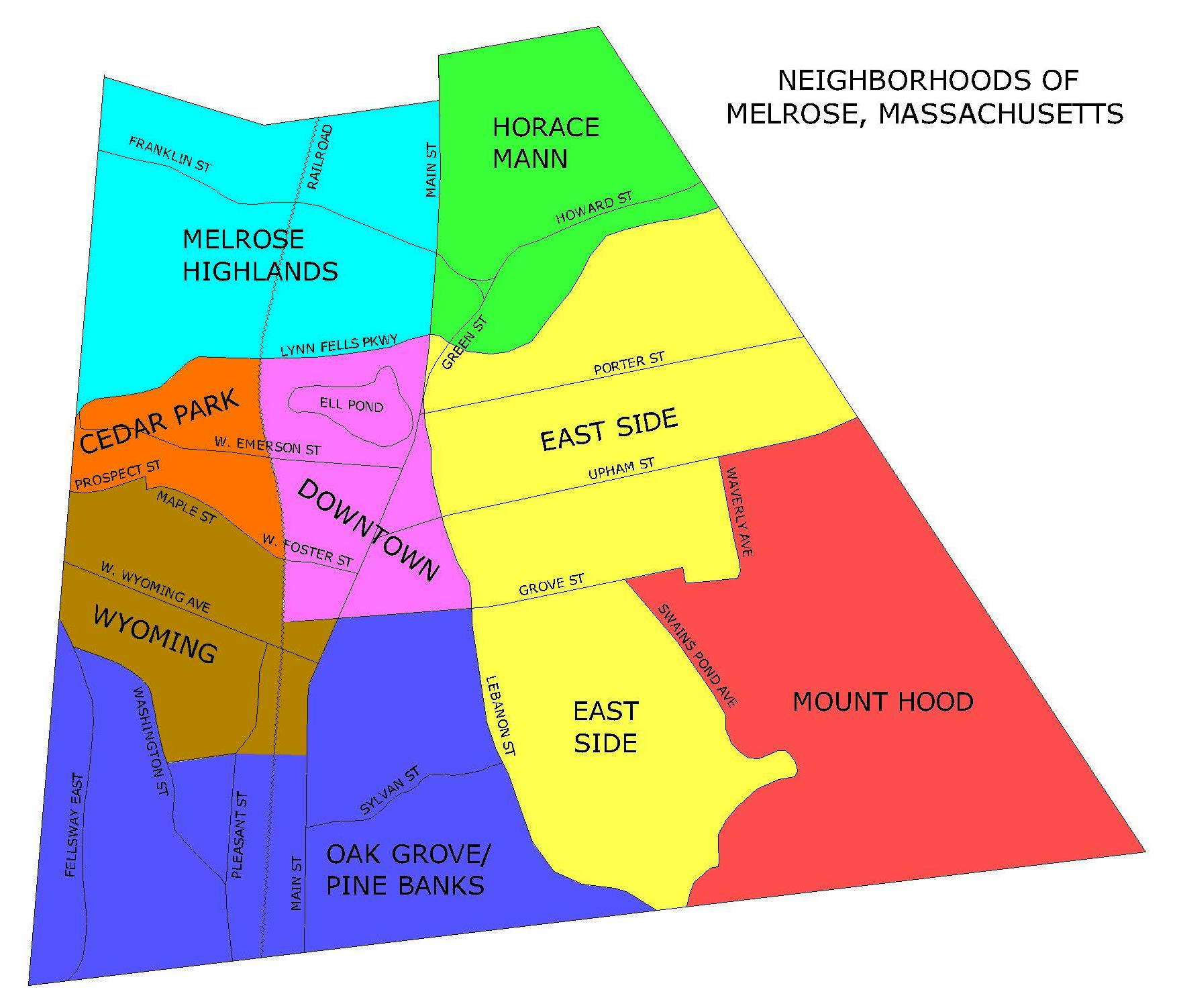
メルローズの地区割り

- メルローズ/シーダーパーク
- 中心街
- イーストサイド
- フランクリンスクエア
- ホレース・マン
- メルローズハイランズ
- マウントフッド
- オークグローブ/パインバンクス
- ワイオミングヒル

## 著名な出身者
- ゲイリー・シェローン、シンガーソングライター
- クラレンス・デマー、マラソン選手、ボストンマラソンを3回連続制覇
- マーティン・ファウラー、ソフトウェア技術者、リファクタリングを推進
- エリザベス・ジョージ・スピア、児童文学作家
- フランク・ステラ、画家、彫刻家、スタジオが市内にあった
- シューアル・ライト、遺伝学者、集団遺伝学の数理的理論を基礎づけた